# Jacques Emmery de Grozyeulx
Pour les articles homonymes, voir Emmery.
Jacques-Nicolas-Jean-Claude, comte Emmery de Grozyeulx (27 août 1783, Metz - 5 décembre 1839, Paris), est un militaire et homme politique français de la Restauration. Il fut membre de la Chambre des pairs de 1823 à 1839.

## Biographie
Fils du comte Jean-Louis Emmery (1742-1823) et d'une demoiselle de la Salle de Han, Jacques Emmery de Grozyeulx naît à Metz, le 27 août 1783.
Né dans une place forte militaire, Jacques Emmery de Grozyeulx embrasse naturellement la carrière des armes. Il choisit l'intendance militaire. Alors qu'il est sous-intendant militaire, il est admis à siéger à la Chambre des pairs, par droit héréditaire, en remplacement de son père, décédé le 15 juillet 1823. Jacques Emmery de Grozyeulx décéda à Paris le 15 décembre 1839.

## Distinctions
- Chevalier de Saint Louis[1].

## Sources
- « Emmery (Jacques-Nicolas-Jean-Claude, comte) », dans Adolphe Robert et Gaston Cougny, Dictionnaire des parlementaires français, Edgar Bourloton, 1889-1891 [détail de l’édition]